# Cocktail

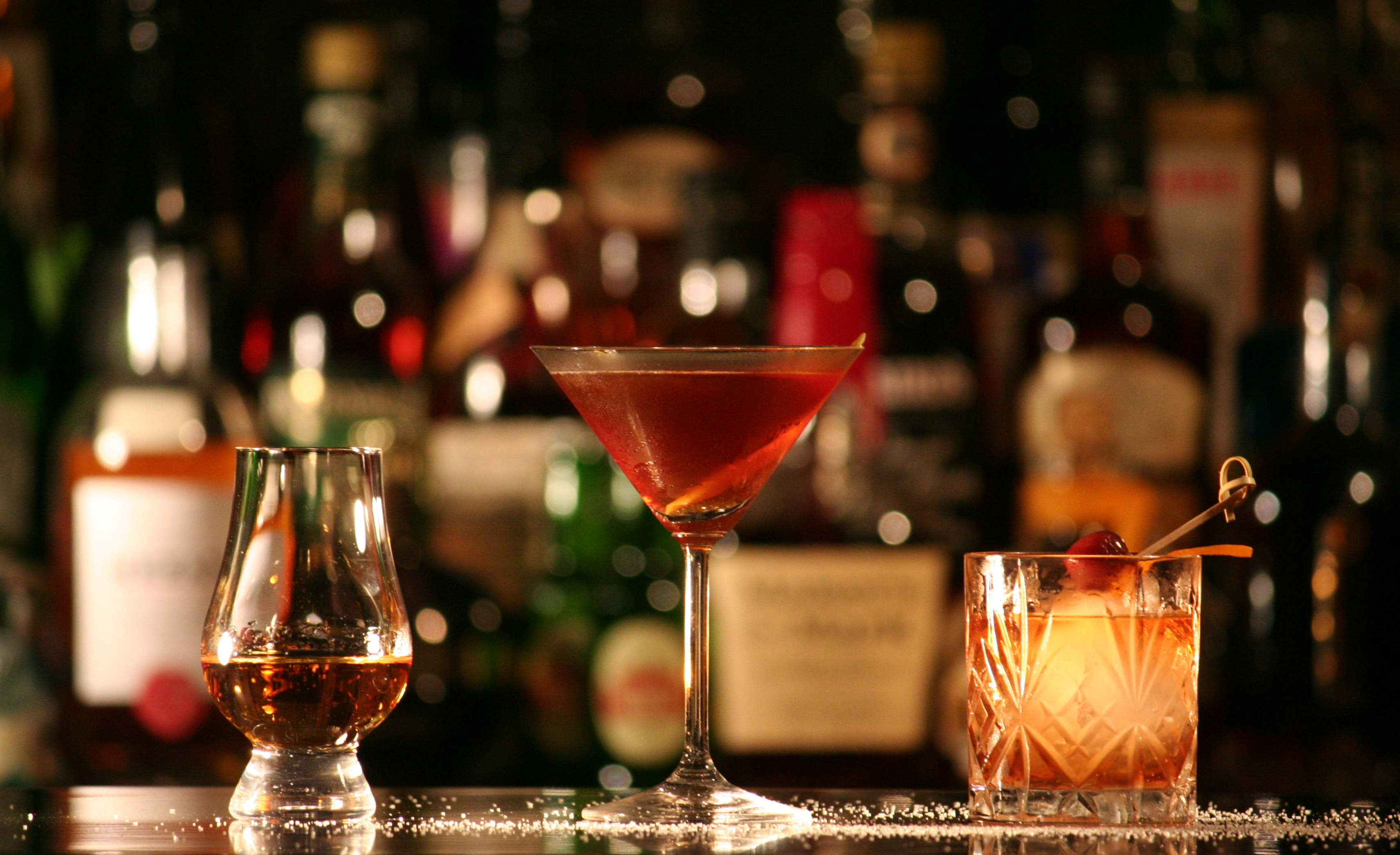
Rum in einem Nosing-Glas (links), Manhattan (Mitte) und Old Fashioned (rechts)

Ein Cocktail [ˈkɔkteɪl, englisch ˈkɒkteɪl] ist ein alkoholisches Mischgetränk. Typischerweise bestehen Cocktails aus zwei oder mehr Zutaten, darunter mindestens einer Spirituose. Sie werden mit Eis im Cocktail-Shaker, Rührglas oder direkt im Cocktailglas einzeln frisch zubereitet, in einem passenden Glas angerichtet und sofort serviert und getrunken. Üblicherweise ist jedes Cocktail-Rezept mit einem einprägsamen Namen versehen. Einige Cocktails sind international bekannt und werden von Barkeepern weltweit gemixt.

## Bedeutungswandel
Das Wort „Cocktail“ entstand um 1800 im englischen Sprachraum und bezeichnete ursprünglich nur einen ganz bestimmten Typ unter den damals üblichen Mixgetränken. Die erste schriftliche Quelle definierte „cock tail“ 1806 als „stimulierendes Getränk aus Spirituosen aller Art, Zucker, Wasser und Bitters“. Dass man die seinerzeit oftmals noch sehr rauen Spirituosen, die sehr hochprozentig aus dem Fass kamen, vor dem Genuss mit Wasser verdünnte und mit Zucker süßte, war üblich, diese Getränke wurden Sling genannt. Ein „Cocktail“ war folglich nichts weiter als eine zusätzlich mit Kräuterbitter gewürzte Variante eines Slings, was ungefähr dem heutigen Old Fashioned entspricht. Ebenso üblich war es, Cocktails schon vormittags zu sich zu nehmen. Schon bald entstanden weitere Abwandlungen, die ebenfalls „Cocktail“ genannt wurden, und das Wort wurde zum Gattungsbegriff, blieb aber im 19. Jahrhundert nur eine von vielen Drinkgruppen. In der ersten Hälfte des 20. Jahrhunderts wurde „Cocktail“ zunehmend zum Oberbegriff für fast alle alkoholischen Shortdrinks. Vor allem in Fachkreisen wird das Wort noch heute in diesem engen Sinn verstanden, also als Bezeichnung für meist stark alkoholische, kalt gemixte, aber ohne Eis in einem Stielglas (typischerweise einer Cocktailschale) servierte Shortdrinks und gleichsam als Abgrenzung insbesondere zu Longdrinks und größeren, in Becher- oder Fancygläsern servierten Mixgetränken. Im allgemeinen Sprachgebrauch hat sich jedoch in der zweiten Hälfte des 20. Jahrhunderts ein weiterer Bedeutungswandel vollzogen: „Cocktail“ wurde allmählich zu einer Sammelbezeichnung für fast jedes alkoholische Mixgetränk und teilweise auch für alkoholfreie Mischungen. In diesem Artikel und allgemein in der deutschsprachigen Wikipedia wird das Wort „Cocktail“ überwiegend in diesem weiten Sinn verwendet.

## Wortherkunft
Wie das Wort „Cocktail“ entstanden ist und warum es zur Bezeichnung für alkoholische Mixgetränke wurde, ist nicht geklärt und daher Gegenstand vieler Theorien und Anekdoten.:20–22 Sicher ist nur, dass die Bezeichnung um 1800 aufkam und sich zuerst im englischen Sprachraum, und zwar insbesondere an der Ostküste der Vereinigten Staaten verbreitete. Doch bereits die Annahme, dass das Wort aus der Zusammenschreibung der englischen Wörter cock (Hahn) und tail (Schwanz) entstanden ist, wie einige Wörterbücher vermuten,:437 ist umstritten, wenngleich die Schreibung mit Bindestrich in einigen sehr frühen Quellen dies nahelegt.

### Frühe Verwendung
Einer der ältesten gedruckten Belege für die Verwendung von „Cocktail“ für ein Getränk stammt aus einer Londoner Zeitung des Jahres 1798. Die Morning Post and Gazetteer berichtete von einem glücklichen Kneipenwirt, der seinen Gästen nach einem Lotteriegewinn ihre Schulden gestrichen hatte. Eine Woche später enthüllte die Zeitung in einer satirischen Aufstellung die angeblich erlassenen Zechen einzelner Politiker, darunter

„Mr. Pitt,
 two petit vers of ‘L’huile de Venus’ 0 1 0

Ditto, one of ‘perfeit amour’ 0 0 7

Ditto, ‘cock-tail’ (vulgarly called ginger) 0 0 3/4“

„Mr. Pitt“ (womit wohl der damalige Premierminister William Pitt der Jüngere gemeint war) konsumierte also angeblich zwei Gläser (französisch: verres) „Venusöl“, ein Glas Parfait Amour (deutsch: „perfekte Liebe“) sowie ein Glas „cock-tail“. Woraus dieser „cock-tail“ bestand, bleibt unerwähnt, er sei aber auch als „Ginger“ (Ingwer) bekannt. Bei den Getränken könnte es sich um Anspielungen auf Pitts Privatleben gehandelt haben, denn der Umstand, dass er unverheiratet war, war seinerzeit oft Gegenstand von anzüglichen Witzen und Spekulationen über seine vermeintliche Homosexualität; zudem gibt es durch die französischen Liköre einen Bezug zu Frankreich, mit dem sich Großbritannien seinerzeit im Krieg befand. „Ginger“ bezeichnete nicht nur eine bräunlich-rote Farbe, die Ingwerknolle galt auch als aphrodisierend und gingery wurde als Adjektiv im Sinn von „heißblütig“ oder „mißgestimmt“ verwendet. Auch in späteren Quellen wird immer wieder auf die stimulierende Wirkung eines morgendlichen Cocktails hingewiesen, und zwar unabhängig davon, ob die Rezepturen tatsächlich Ingwer enthielten oder nicht. Die Erwähnung im Zusammenhang mit französischen Likören könnte den Cocktailhistorikern Brown und Miller zufolge aber auch auf einen französischen Ursprung des Wortes „Cocktail“ hinweisen. So habe es tatsächlich ein französisches Getränk namens „coquetel“ gegeben; Dietrich Bock spricht von einem weinhaltigen Mixgetränk aus dem Raum Bordeaux und er weist auch darauf hin, dass die Amerikaner während des Unabhängigkeitskrieges (1755–1781) von einer französischen Expeditionsarmee unterstützt wurden, was die spätere Übernahme des Wortes ins Amerikanische erklären könnte.:25 Auch das französische Wort „coqueter“ (kokettieren) klingt ähnlich wie „Cocktail“, allerdings lässt sich kein entsprechender Sprachgebrauch zur damaligen Zeit nachweisen.:17f
In Nordamerika erschien „Cocktail“ jedenfalls als Bezeichnung für ein Getränk zum ersten Mal 1803. In einem humoristischen Zeitungs-Essay schildert der Erzähler, ein junger Tunichtgut, den Ablauf eines verkaterten Vormittags: “11 [Uhr]. Drank a glass of cocktail—excellent for the head… […] Call’d at the Doct’s …—drank another glass of cocktail.” (deutsch: „11 [Uhr]. Trank ein Glas Cocktail – hervorragend für den Kopf … […] Rief den Doktor … – trank noch ein Glas Cocktail.“) Worum auch immer es sich bei diesem Getränk handelte; es sollte dabei bleiben, dass Cocktails in der ersten Hälfte des 19. Jahrhunderts aufgrund ihrer aufbauenden Wirkung schon vormittags konsumiert wurden und dies insbesondere von lasterhaften Tagdieben – der Historiker David Wondrich nennt sie „a loungy, sporty, dissolute set“;:176 Ted Haigh spricht von Spielern, Gaunern und Zuhältern.:18

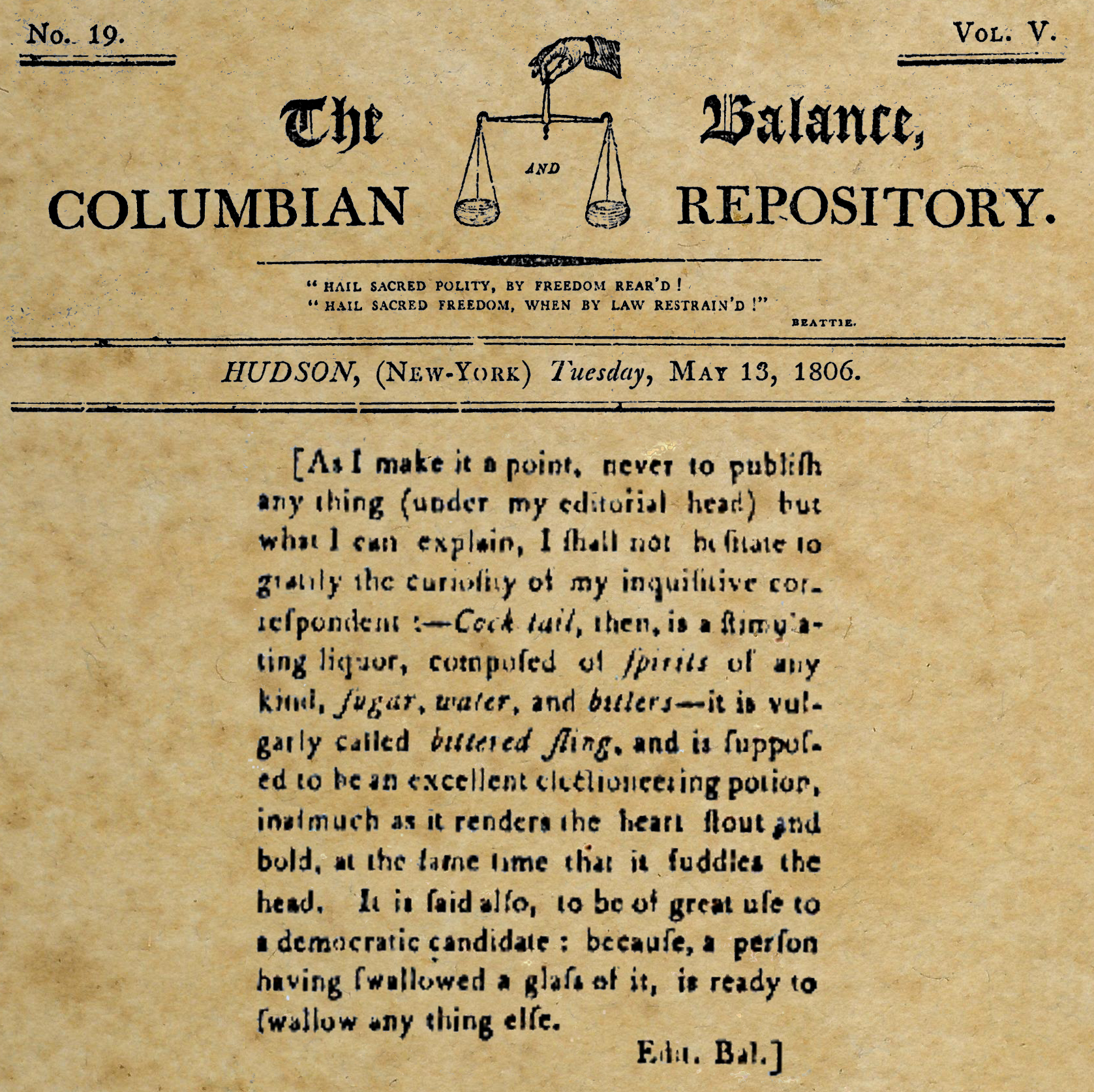
Titel The Balance, and Columbian Repository vom 13. Mai 1806, darunter ein Ausschnitt mit der ältesten Definition eines „Cock-tails“

Den ersten Hinweis, woraus ein Cocktail nun tatsächlich bestand, lieferte drei Jahre später im Mai 1806 eine New Yorker Zeitung. In einem spöttischen Bericht über eine Wahlkampfveranstaltung ist zu lesen, mit welchem alkoholischen Aufwand ein Politiker seine potenzielle Wählerschaft bei Laune hielt. Aufgezählt werden unter anderem 720 Rum-Grogs, 411 Gläser Kräuterbitter sowie „cock-tails“ für 25 Dollar. Übrigens vergeblich, der Kandidat verlor die Wahl – interessant ist allerdings ein Leserbrief, den die Redaktion daraufhin erreichte. Darin erkundigte sich ein Leser nach diesem neuen, ihm unbekannten Getränk namens „cock-tail“. Sollte der Name etwa auf die Wirkung des Trankes auf bestimmte Körperteile hindeuten? Hätte er den Anwesenden derart den Kopf verdreht, dass sie ihn nun im Unterleib („where their tails should be“) trügen? Die Antwort des Herausgebers erschien in der nächsten Ausgabe:

„Cock-tail, then, is a stimulating liquor, composed of spirits of any kind, sugar, water, and bitters – it is vulgarly called a bittered sling, and is supposed to be an excellent electioneering potion inasmuch as it renders the heart stout and bold, at the same time that it fuddles the head. […] a person having swallowed a glass of it, is ready to swallow any thing else.“

„Ein Cock-tail ist ein stimulierendes Getränk aus Spirituosen aller Art, Zucker, Wasser und Bitters, wird gemeinhin auch „Bittered Sling“ genannt und soll einen ausgezeichneten Wahlkampftrank darstellen, indem er beherzt und kühn macht und zugleich den Kopf benebelt. […] Wer davon ein Glas getrunken hat, ist bereit, auch alles andere zu schlucken.“

Sling war damals ein übliches Mixgetränk und bezeichnete eine mit Wasser verdünnte und mit Zucker gesüßte Spirituose. Die damaligen Brände waren noch sehr rau und unverdünnt aus dem Fass kaum zu genießen. Das „Neue“ am Cocktail war also, dass man den bekannten Sling zusätzlich mit Cocktailbitters würzte. Diese Bitterspirituosen aus Kräutern und Gewürzen, die oft von Apothekern hergestellt wurden, waren seinerzeit als Heilmittel weit verbreitet und wurden, wie übrigens Alkohol generell, zum Kurieren aller möglichen Leiden und zur Steigerung der allgemeinen Befindlichkeit eingesetzt.
In New Orleans wird berichtet, dass in der Royal Street Ecke St. Louis Street im Vieux Carré der kreolische Apotheker Antoine Amédée Peychaud, der 1793 dorthin übersiedelt war, seine geheime Formel aus Cognac und Bitters in einem Eierbecher (frz. Coquetier) mischte. Das Mittel war als Palliativum zur Schmerzlinderung konzipiert. Nach mehreren Dosen im Coquetier (und nur noch wenig Schmerzen) übersetzten seine amerikanischen Kunden „coquetier“ in „cock-a-tail“. So sei der Cocktail zu seinem Namen gekommen.

### Cocktails als Morgengetränk
Fortan tauchte das Wort „Cocktail“ immer wieder auf, wenn auch zunächst nur sporadisch. Zwar ist die oft zitierte frühe Erwähnung in Washington Irvings Knickerbocker’s History of New York von 1809 nicht belegt („Cocktail“ kommt erst in späteren Nachdrucken vor), aber schon 1813 pries eine Zeitung in New York die „superior virtues of gin-sling and cock-tail“ („die überlegenen Vorzüge von Gin-Sling und Cocktail“) und 1816 beschrieb ein Autor im New-York Courier, wie er seine Tage mit „a cocktail or two every morning before breakfast“ („einem Cocktail oder zwei jeden Morgen vor dem Frühstück“) beginnt und den Tag mit zwei oder drei Brandy Tods (Brandy Toddies) beschließt, ohne dabei auf einen oder zwei Cocktails vor dem Abendessen zu verzichten. In einer Werbeanzeige von 1818 wurde der Cocktail in Massachusetts, wie schon 1806, als bitter sling definiert, ebenso 1820 in Worcester. David Wondrich lokalisiert die Wurzeln der Cocktail-Verbreitung daher im Hudson Valley an der Ostküste der Vereinigten Staaten, also der Gegend um Boston, Albany und New York.
Ursprünglich waren Cocktails also schnelle, belebende, stark alkoholische Drinks, die man schon früh am Morgen zu sich nahm. William Grimes zitiert einen Zeitzeugen aus dem Jahr 1822, dem zufolge ein einfaches „Kentucky-Frühstück“ aus „three cocktails and a chaw of terbacker“ („drei Cocktails und eine Portion Kautabak“) bestand.:45 1869 definierte William Terrington in London Cocktails als „Mischungen, die bevorzugt von Frühaufstehern (‚early birds‘) genutzt werden, um die Manneskraft zu stärken“. Es folgten einige Rezepturen, die teilweise sogar noch der Definition von 1806 entsprechen, also neben einer Spirituose lediglich Zucker, Wasser bzw. Eis sowie Bitters oder andere Würz-Essenzen enthielten; teilweise aber auch schon weitere Zutaten wie Ingwersirup oder Curaçao. Bis zum Ende des 19. Jahrhunderts waren Cocktails am Morgen auch in den Vereinigten Staaten nichts Ungewöhnliches: „If you like a cocktail in the morning, come here and you’ll get one that is made as a cocktail should be made“ (deutsch: „Wenn Sie einen Cocktail am Morgen möchten, kommen Sie zu uns und Sie bekommen ihn so, wie ein Cocktail auch sein sollte“), so der Text-Vorschlag für eine Werbeanzeige aus einem Ratgeber für Spirituosenhändler von 1899. Bis in die 1830er Jahre assoziierte man mit Cocktails zudem eine gewisse Lasterhaftigkeit::18

„If you drank a cocktail, you were a little dangerous, and therein lay the seeds of its fame. It was the bad-boy syndrome.“

„Wenn du einen Cocktail getrunken hattest, wirktest du ein bisschen gefährlich, und darin liegt der Grund für seinen Erfolg. Es ist das Böse-Buben-Image.“

### Geflügel-Geschichten

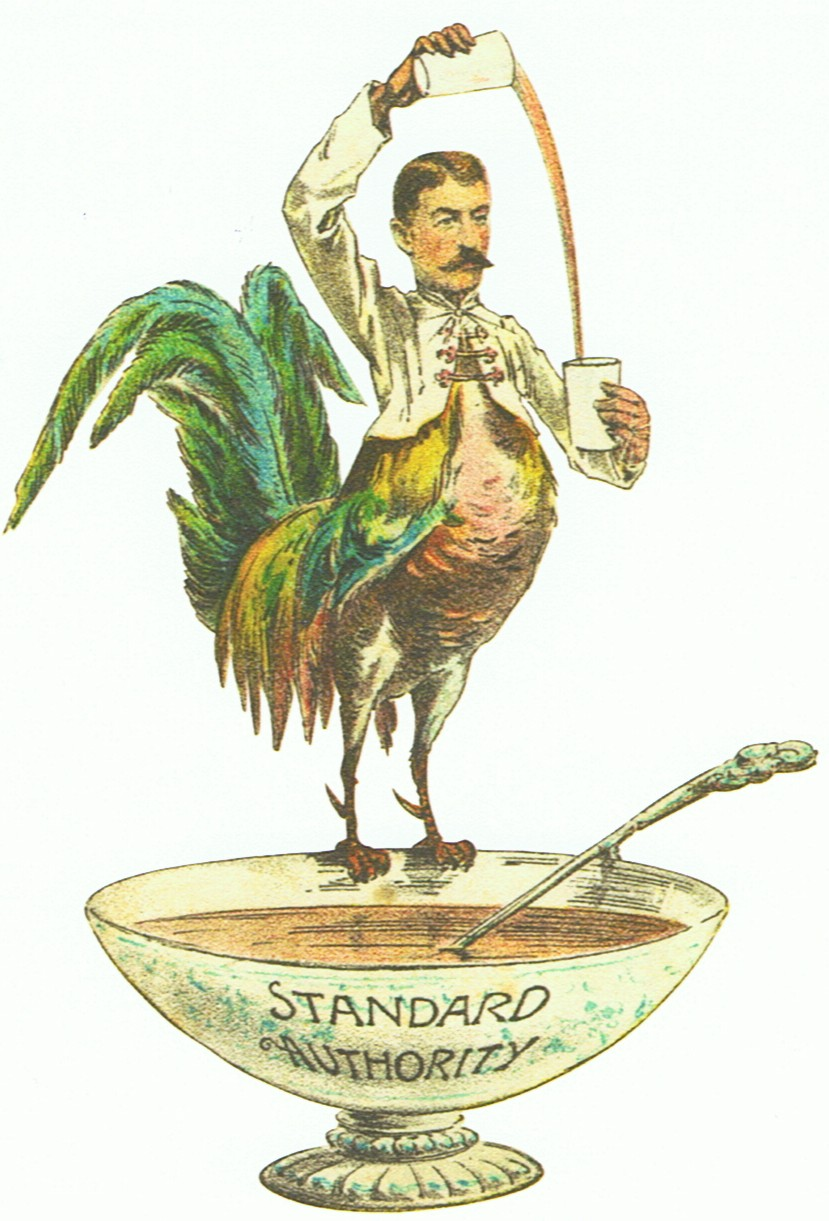
Illustration (Titelbild) aus William T. Boothby’s American Bar-Tender (1891)

Da cock und tail im Englischen „Hahn“ und „Schwanz“ bedeuten, wurde die Wortschöpfung später häufig mit einem bunten Hahnenschwanz (dem „rooster’s tail“ oder eben „cock tail“) in Verbindung gebracht. So verwendete William T. Boothby bereits 1891 ein entsprechendes Titelbild für sein Mix-Buch American Bar-Tender. Auch im 1965 als Marke geschützten Logo der Deutschen Barkeeper-Union war ein bunt gefiederter Hahn auf einem Cocktailglas zu sehen. Zur Herleitung werden verschiedene Theorien angeführt. So hätten angeblich die bunten Farben der Drinks an einen Hahnenschwanz erinnert. Dies mag für bunte Saft-, Sirup- und Likörschöpfungen des 20. Jahrhunderts gelten, die „Cocktail“ genannten Mixgetränke um 1800 waren, wie oben gezeigt, keinesfalls bunt, und Pousse Cafés aus farbigen Likören kamen erst viel später in Mode. Ted Haigh vermutet, dass der Cocktail zu seinem Namen kam, weil er morgens konsumiert wurde und wie der Weckruf eines Hahnes wirkte, der das erste Tageslicht begrüßt.:18
Einer anderen Geschichte zufolge sei die Bezeichnung bei Hahnenkämpfen entstanden. Angeblich hatte der Besitzer des Siegerhahns das Recht, dem unterlegenen Hahn eine Feder herauszureißen, die er an sein Getränk steckte. Anschließend habe man auf den Hahnenschwanz angestoßen.:22 Historische Belege für diese Version gibt es allerdings nicht, ebenso wenig wie für die Vermutung, die ersten Cocktails verdankten ihren Namen einem Hahn aus Keramik, aus dem sie gezapft worden seien, oder seien gar den Hähnen selbst als „cock ale“ oder „cock bread ale“ verabreicht worden. Das war Brot, das mit einem würzigen Aufguss aus Kräutern, Wurzeln und Ale eingeweicht war, um ihre Kampfeskraft zu stärken.:25
Tatsächlich war „cock ale“ um 1800 als Bezeichnung für eine bestimmte Art von Getränken etabliert und lässt sich bis 1648 zurückverfolgen. In Schottland soll ein Trank dieses Namens zubereitet worden sein, indem man die zerkleinerten Knochen eines gekochten Hahnes mit Muskat, Rosinen, Nelken und anderen Gewürzen in einem Leinwandsack in ein Fass Ale legte und mehrere Tage ziehen ließ.:25 Eine englische Publikation von 1869 erwähnt, dass im 18. Jahrhundert unter den Mixgetränken („cups“) vor allem solche auf Bier-Basis beliebt gewesen seien. Ihre Rezepte seien allesamt ähnlich, jedoch kaum erwähnenswert. Zu den vielen umgangssprachlichen Bezeichnungen dieser Mischungen, darunter „Humtpie-Dumptie“, „Clamber-clown“, „Knock-me-down“ oder „Stichback“, hätte vor allem gegen Ende des 18. Jahrhunderts auch „Cock-ale“ gezählt. Während die Ähnlichkeit der Wörter „cock ale“ und „cocktail“ eine Verbindung nahelegt, spricht dagegen, dass ersteres ein Biermischgetränk war, während die sich in den Vereinigten Staaten zu Beginn des 19. Jahrhunderts verbreitenden „cocktails“ ursprünglich aus verdünnten, gesüßten und mit Bitters versetzten Spirituosen zubereitet wurden.
Vor allem in den Vereinigten Staaten ist die Geschichte von Betsy Flanagan sehr beliebt, die in verschiedenen Varianten erzählt wird. Sie soll 1779, während der Amerikanischen Revolution, in deren Verlauf ihr Mann starb, eine Kneipe wahlweise in Four Corners, Elmsford oder Yorktown eröffnet haben, die von amerikanischen und französischen Soldaten frequentiert wurde. Eines Abends hätte sie den Offizieren Geflügel serviert, das einem Nachbarn – Anhänger der verhassten Engländer – gestohlen worden war. Nach der Mahlzeit servierte sie Bracer (oder Punch), seinerzeit beliebte Getränke, und dekorierte die Gläser mit Federn. „Let’s have some more Cocktail“ (engl. = lasst uns noch einen Cocktail nehmen) und „Vive le cocktail“ (frz. = hoch lebe der Cocktail) sollen die Offiziere ausgerufen haben – angeblich war dadurch die Bezeichnung „Cocktail“ geboren. Tatsächlich geht die Anekdote auf den Autor James Fenimore Cooper (1789–1851) zurück. Für seine 1821 erschienene Geschichte The Spy. A tale of Neutral Ground, die in der Revolutionszeit spielt, erfand er eine Figur namens Betty Flanagan. Sie sei eine Hotelwirtin in Four Corners gewesen und habe den ersten „Cocktail“ serviert. Ob diese fiktive Betty ein reales Vorbild hatte, möglicherweise eine Kneipenwirtin namens Catherine „Kitty“ Hustler aus Storm’s Bridge (heute Elmsford, New York), wo Cooper zeitweise wohnte, konnte nie geklärt werden; jedenfalls ist aus ihr später die erwähnte Betsy der beliebten Anekdote geworden.

### Andere Herleitungen
Häufig ist von dem französischen Apotheker Antoine Amédée Peychaud die Rede, der sich 1795 in New Orleans niedergelassen hatte. Er soll dort Mixgetränke – unter anderem den ortsüblichen Brandy Toddy aus Cognac, Wasser, Zucker und dem von ihm selbst hergestellten Peychaud’s Bitters – in Eierbechern (französisch coquetier) serviert haben, eine frühe Version des Sazerac. Durch Verballhornung des Trinkgefäßes sei daraus später das Wort Cocktail geworden. Die Nähe des Sazerac zum 1806 beschriebenen Bittered Sling – beides Mischungen aus Spirituose, Zucker, Wasser und Bitter – würde für diese Theorie sprechen, gäbe es nicht ein Zeitproblem: Peychaud stellte den nach ihm benannten Bitter wahrscheinlich erst ab 1830 her, als die Bezeichnung „Cocktail“ längst verbreitet war.
Gelegentlich wird eine Anekdote des Barkeepers Harry Craddock zitiert, der 1930 das legendäre und weit verbreitete Savoy Cocktail Book veröffentlichte. Danach soll der Cocktail nach einer jungen Schönheit namens „Coctel“ benannt worden sein, der Tochter von König Axolotl VIII. von Mexiko, die einem Südstaaten-General bei Friedensverhandlungen ein gemixtes Getränk gereicht haben soll. Mit seiner Bemerkung „Es gibt unwiderlegbare Beweise für die Wahrheit dieser Geschichte, auch wenn es nicht die kleinste schriftliche Unterlage dazu gibt!“ deutet Craddock allerdings selbst augenzwinkernd an, dass es sich um eine Thekenlegende handelt.
In seinem Standardwerk The American Language postulierte Henry L. Mencken als Erklärungsversuch, in englischen Kneipen seien die Reste („tailings“) aus Spirituosenfässern verbilligt ausgeschenkt worden. Da der Zapfhahn am Fass auch „cock“ genannt worden sei, hätten Zecher eben gerne „cocktails“ aus Resten zusammenstellen lassen. Tatsächlich bestanden Slings, die Vorläufer des Cocktails, aber nur aus einer einzigen Fass-Spirituose (die mit Zucker und Wasser versetzt wurde), nicht aus mehreren, und den frühen Cocktails wurden lediglich einige Spritzer Bitter zugefügt. Ebenfalls auf Mencken geht ein Artikel der Baltimore Sun von 1908 mit einer detaillierten Entstehungsgeschichte des Cocktails – angeblich in Maryland – zurück, die sich aber mittlerweile als Scherz entpuppte.
Der Historiker David Wondrich erinnert hingegen daran, dass die Schwänze von Zugpferden im 18. und 19. Jahrhundert oft gestutzt wurden, damit sie sich nicht im Geschirr verfingen, und man diese Pferde „cock-tailed“ nannte, weil ihr Schwanz einem Hahnenschwanz ähnlich in die Luft stand – möglicherweise eine Parallele zur stimulierenden Wirkung eines vor dem Frühstück genossenen Cocktails. Zum anderen verwendete man in der Regel keine reinrassigen Pferde als Arbeits- und Zugtiere, so dass sich der Begriff „cocktail“ allgemein für ein nicht reinrassiges Pferd etablierte, auch im Rennsport.:437 Wenngleich selten, lässt sich diese Bezeichnung zum Beispiel 1796 bei John Lawrence nachweisen; und laut Dietrich Bock bis 1769 zurückverfolgen.:24 Es sei dann, so Wondrich, nicht weit gewesen von einem „mixed-breed horse“ zu einem „mixed-breed drink“. Das Wort „Cocktail“ könnte also in Analogie zum Pferdesport entstanden sein, als Bezeichnung für eine Spirituose, die man eben nicht „reinrassig“ pur, sondern verdünnt, gesüßt und mit Bitter gemixt zu sich nahm.

## Geschichte

### Frühe alkoholische Mixgetränke
Alkoholische Mixgetränke, die man heute als „Cocktails“ (im weiteren Sinn, siehe Einleitung) bezeichnen würde, gab es schon lange bevor sich das Wort um 1800 im angelsächsischen Raum etablierte. Im Grunde ist ihre Geschichte so alt wie die Geschichte des Alkohols an sich – ihre Ursprünge verlieren sich in grauer Vorzeit. Früheste Funde sind der Jungsteinzeit zuzuordnen. Während der Neolithischen Revolution, die vor etwa 12.000 Jahren einsetzte, vollzog sich ein Übergang von der nomadischen Lebensweise der Jäger und Sammler zur Sesshaftigkeit mit Ackerbau und Viehzucht. In Jiaju (Volksrepublik China), einer der ältesten Grabungsstätten, die mit der Peiligang-Kultur assoziiert wird, wurden Gefäße gefunden, die Rückstände von vergorenem Reis, Honig und Früchten aufwiesen und auf etwa 7000 vor Chr. datiert werden konnten. Ungefähr zur selben Zeit begannen auch Kulturen im Nahen Osten, Bier aus Gerste zu brauen und aus wilden Trauben Wein herzustellen. In Anyang (China) fand man verschließbare Bronzegefäße aus der Zeit der Shang- und Westlichen Zhou-Dynastie (etwa 1250–1000 vor Chr.), die Reis- und Hirsewein enthielten, welcher mit Wermutkraut, Chrysanthemen, Spießtanne, Elemi und weiteren Pflanzen und Kräutern aromatisiert wurde. Noch heute werden ähnliche aromatisierte Weine in Vietnam („Ruou“), China („Zieu“ oder „Chiew“), Korea und Japan (Shōchū) hergestellt. Auch die alten Griechen stellten bereits aromatisierte Weine („vinum hippocraticum“) her, aus denen sich im 18. Jahrhundert in Italien der Wermut (Vermouth) entwickelte – heute eine der wichtigsten Cocktail-Zutaten.
Mittels alkoholischer Gärung allein war allerdings nur ein vergleichsweise geringer Alkoholgehalt zu erreichen. Die Mongolen fanden jedoch schon früh eine Methode, ihn zu steigern, indem sie mittels wilder Hefen vergorene Eselsmilch wiederholt gefrieren ließen und das Eis abtrennten. Dadurch erhöhte sich der Alkoholgehalt in der verbleibenden Flüssigkeit bis auf 30 % Vol., was sie über Monate hinweg haltbar machte. Der gleichen Methode bedienten sich Jahrhunderte später auch frühe amerikanische Siedler in Neuengland, in dem sie während der kalten Wintermonate vergorenen Apfelmost gefrieren ließen, so dass Applejack mit höherem Alkoholgehalt entstand. Gesund war dies allerdings nicht, denn auch unerwünschte und gesundheitsschädliche Nebenprodukte der Gärung konzentrierten sich dabei im Getränk. Heute wird auch Applejack durch Destillation hergestellt.

### Die Entdeckung der Destillation

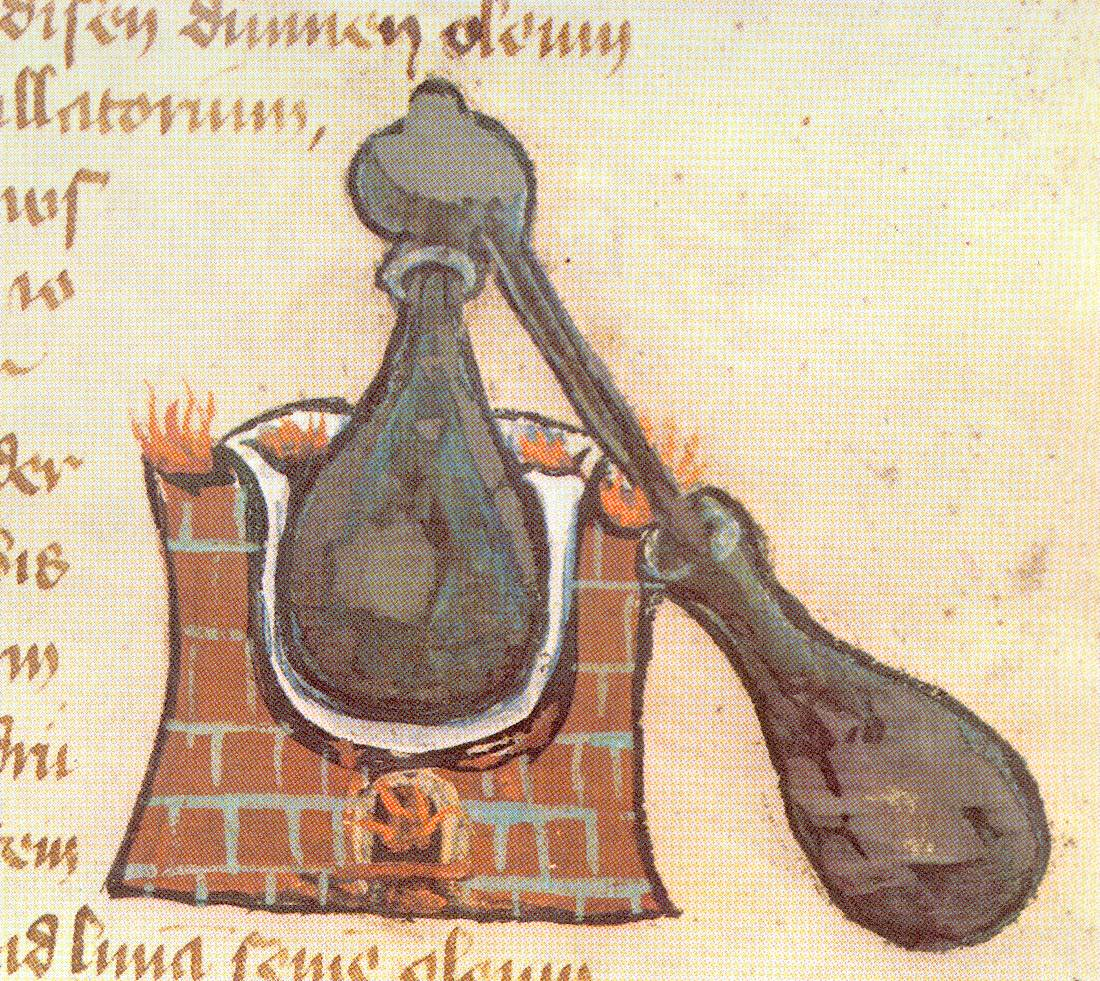
Frühe Brennblase (Alambic) in einer mittelalterlichen Handschrift

Ein bedeutender Meilenstein in der Geschichte der alkoholischen Mixgetränke war die Entdeckung der Destillation: man erkannte, dass sich einige Flüssigkeiten beim Erhitzen in verschiedene Bestandteile „auftrennen“ ließen, indem man ihre Dämpfe auffing und kondensieren ließ. Vor etwa 9000 Jahren wurden in Festlandchina bereits Blüten und andere Pflanzenteile erhitzt und die Dämpfe zur Herstellung von Parfum aufgefangen. Die älteste schriftliche Überlieferung zur Herstellung von Trinkalkohol findet sich in den Veden. In diesen Textsammlungen in Sanskrit ist die Rede von einem rituell genutzten Getränk namens „Somarasa“, das man bei religiösen Festen zu Ehren der Gottheit Indra konsumierte. Im etwa 2000 Jahre alten Staatsrechtslehrbuch Arthashastra werden mehrere Spirituosen erwähnt, darunter Asava, hergestellt aus Getreide, Früchten, Wurzeln, Rinden, Blumen und Zuckerrohr. In einem wahrscheinlich um 350 n. Chr. entstandenen medizinischem Lehrbuch, dem Susruta Samhita, das auf den Arzt Sushruta zurückgeht, wird erstmals das Wort khola als Oberbegriff für diese Getränke verwendet, das später über das Arabische Eingang in die europäischen Sprachen („Alkohol“) fand. Ein Text von Aristoteles, in dem er die Gewinnung von Süßwasser aus Salzwasser beschreibt, deutet darauf hin, dass die Technik der Destillation auch schon im antiken Griechenland bekannt war. Der Wissenstransfer aus dem Osten endete jedoch vorläufig mit dem Untergang der Bibliothek von Alexandria, aus deren Beständen nur wenige Werke in europäischen Klöstern überlebten.

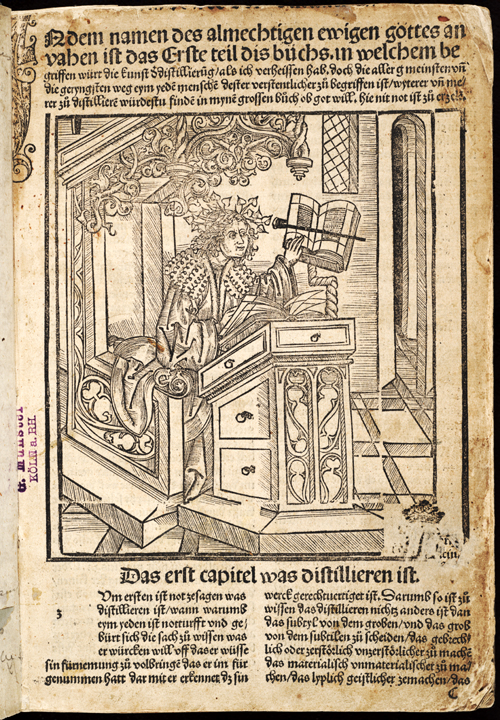
Hieronymus Brunschwigs Kleines Distillierbuch aus dem Jahr 1500

Als nächster Meilenstein gilt der Alambic, ein Destillierapparat des arabischen Alchemisten Dschābir ibn Hayyān (latinisiert Geber, Jeber, wahrscheinlich 8. Jahrhundert), mit dem sich der Alkohol weitaus höher konzentrieren ließ als mit den aus Indien und China bekannten Methoden. Mit der Alambic soll wenig später al-Kindī hochkonzentriertes Ethanol destilliert haben. Abu Bakr Muhammad ibn Zakariya ar-Razi (Rasis) stellte Weinbrand her und bestätigte die Eignung von Alkohol als Konservierungsstoff und Trägersubstanz für medizinische Wirkstoffe. Mit der Eroberung der iberischen Halbinsel durch die Mauren und die Übersetzung arabischer Texte durch Robert von Chester gelangte das Destillationswissen um 1140 nach Spanien. Davon inspiriert prägte Arnaldus de Villanova um 1250 das Wort eau de vie („Wasser des Lebens“) für destillierten Trinkalkohol und etwa zur selben Zeit nannte Ramon Llull die Substanz „Alkohol“. Zwischen dem 13. und dem 15. Jahrhundert verbreiteten sich Destillerien in ganz Europa. 1476 beschrieb Michael Puff von Schrick in seinem Nützlichen Büchlein von den Ausgebrannten Wässern 82 Kräuterliköre; bis 1601 erschienen 38 überarbeitete Ausgaben. Einflussreich war auch Hieronymus Brunschwigs Buch Liber de Arte Distillandi de Compositis – Das büch der waren kunst zü distillieren. In Schiedam und Amsterdam entstanden zahlreiche Brennereien für brandewijn aus gemälztem Getreide. Auch in Polen wurde im 15. Jahrhundert ein Aqua Vitae auf Getreidebasis hergestellt; der Name „Vodka“ ist seit dem 16. Jahrhundert überliefert. Ebenfalls im 16. Jahrhundert begann die Spirituosenherstellung in der Neuen Welt, wo bald der Zuckerrohrschnaps aguardiente de cana (heute Cachaça), Rum und Pisco gebrannt wurden. 1675 wurde Rum offizieller Bestandteil der Tagesrationen in der Royal Navy, seit 1730 erhielt ein Matrose jeden Tag knapp 300 ml 70 bis 85%igen Rum, was etwa 570 ml in heutiger Trinkstärke entspricht.
Alkohol war also über die Jahrhunderte von einem Elixier der Alchemisten zu einem täglichen Nahrungs- und Genussmittel geworden, das in der Medizin sogar als gesund und vitalisierend galt.

### Alkoholische Mixgetränke vor 1800

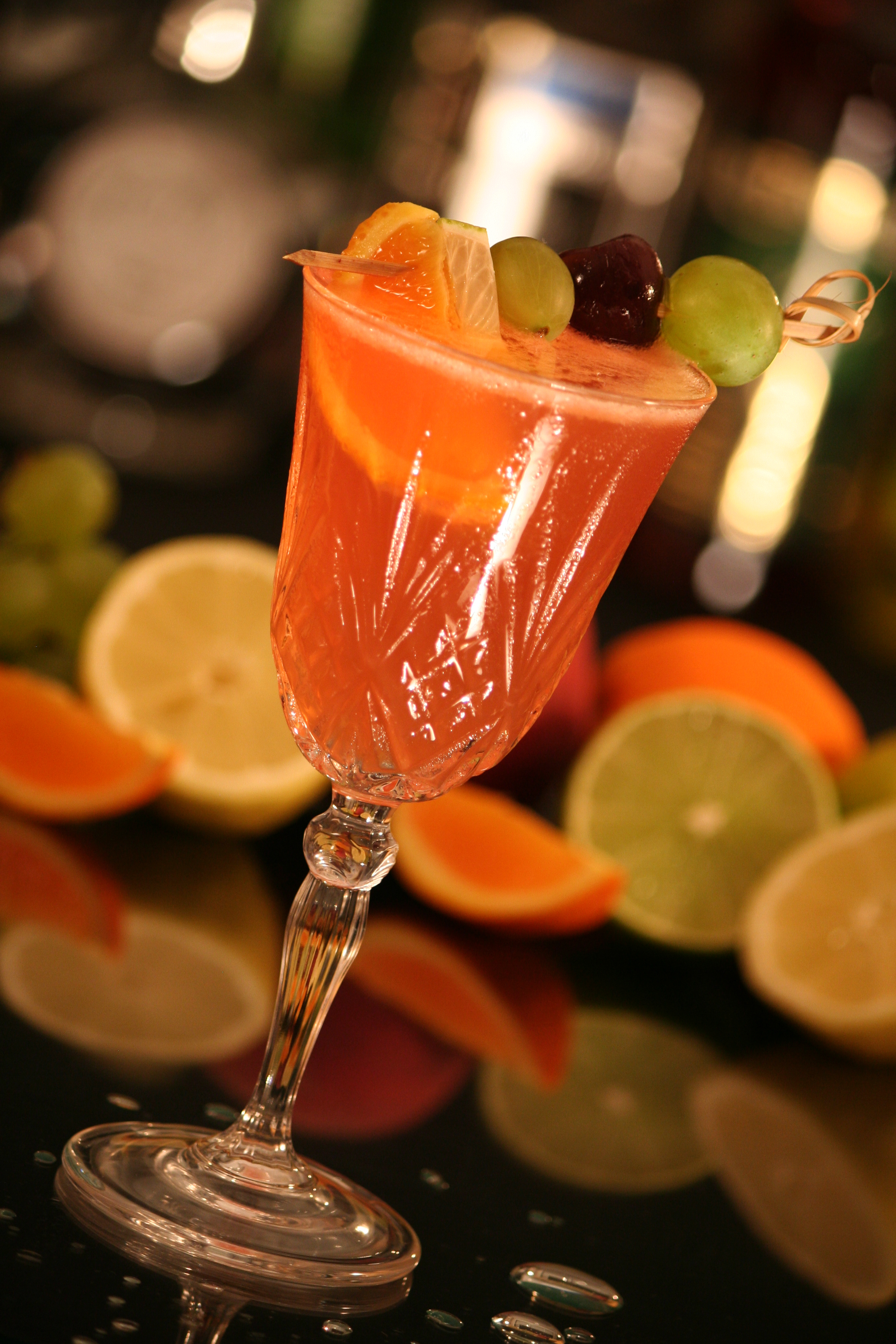
Knickerbocker à la Monsieur, ein fruchtiger Shortdrink aus dem 19. Jahrhundert

Alkoholische Mischgetränke waren auch in Nordamerika schon lange vor der Entstehung der Bezeichnung „Cocktail“ bekannt. Nachdem der schwedische Kleriker Israel Acrelius zwischen 1749 und 1756 die britischen Kolonien in Nordamerika bereist hatte, berichtete er von 45 verschiedenen Mixed Drinks, darunter Kombinationen mit Zitronensaft, Milch und gesüßtem Essig. Und ein Engländer, der die Vereinigten Staaten zwischen 1793 und 1806 bereiste, stellte fest:

„The first craving of an American in the morning, is for ardent spirits, mixed with sugar, mint, or some other hot herb, and which are called slings.“

„Das erste, was Amerikaner am Morgen begehren, sind geistige Getränke, die mit Zucker, Minze oder anderen starken Kräutern gemixt werden und die man Slings nennt.“

### Die Zeit bis 1860
Galt der morgendliche Konsum von „Cocktails“ anfangs noch als unanständig, konnte das Getränk bis etwa 1830 auch zunehmend in die etablierten Kreise der Gesellschaft vordringen. Cocktails wurden nun auch bei der Fuchsjagd oder beim Polospielen konsumiert und verloren ihr ursprünglich anstößiges Image. Varianten des ursprünglich als „bittered sling“ definierten Getränks entstanden und ihr Konsum verschob sich in gesellschaftlich weniger umstrittene Tageszeiten. Gleichzeitig kritisierte man die oft von Apothekern hergestellten Bitters zunehmend als „snake oil“ (Schlangenöl) und „sham medicine“ (Quacksalberei). Im Cocktail jedoch konnten die Elixiere das sein, was sie auch heute noch darstellen: ein Genussmittel.:19
Zur Popularisierung des Cocktails und anderer Mixgetränke in den Vereinigten Staaten während der ersten Hälfte des 19. Jahrhunderts trugen mehrere Faktoren bei:
Zum einen gab es in diesen Jahrzehnten einige maßgebliche Innovationen bei den Destillationsverfahren. Mit der 1826 von Robert Stein entwickelten und vom Iren Aeneas Coffey 1831 verbesserten Column Still war es beispielsweise möglich, große Mengen von Whiskey sehr kostengünstig in einem kontinuierlichen Brennverfahren zu produzieren. Zudem verbesserte sich allgemein die Qualität von Spirituosen, sie wurden im Laufe des 19. Jahrhunderts zunehmend genießbar, ohne ihren scharfen Geschmack mit Wasser, Zucker und Gewürzen zu kaschieren.
Eine weitere Rolle spielt die Einwanderung aus Europa. Mit ihr kamen nicht nur technisches Wissen, sondern eben auch viele Menschen ins Land, die sich in der „Neuen Welt“ ein neues Leben aufbauen wollten. In den neu gegründeten Ortschaften entwickelten sich Saloons, wo Alkohol zunächst hinter einer Barriere, später einem Tresen – der eigentlichen Bar – ausgeschenkt wurde. Sie waren ein gesellschaftlicher Treffpunkt, ein Ort, um neue Kontakte zu knüpfen, und natürlich auch ein Ort, um zu trinken. Zugleich brachten die Einwanderer ihre Trinksitten und Vorlieben aus Europa mit, so dass in Amerika zahlreiche neue Mixgetränke entstehen sollten. Der Import von Wermut aus Italien in die Vereinigten Staaten ist beispielsweise bereits seit den 1840er Jahren belegt – diese Zutat war später Grundlage für so legendäre Cocktails wie den Manhattan oder den Martini.
Auch die Verfügbarkeit von Eis – heute eine nicht mehr wegzudenkende Zutat bei der Zubereitung fast aller alkoholischen Mixgetränke – verbesserte sich in diesen Jahren. So baute Frederic Tudor 1820 in New Orleans ein großes Eislagerhaus und exportierte nordamerikanisches Natureis nicht nur in die Karibik, sondern bis nach Rio de Janeiro und Kalkutta. Die Kühlung durch Eis verbesserte den Geschmack vieler Mixgetränke enorm.

### Das Goldene Zeitalter der Cocktails

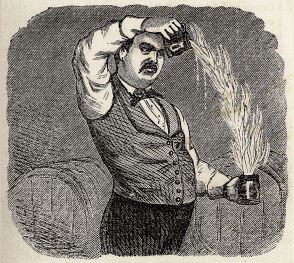
Barkeeper bei der Zubereitung eines Blue Blazer Cocktails durch Werfen (engl. throwing) der brennenden Flüssigkeit (Illustration aus Jerry Thomas’ How to Mix drinks, 1862)

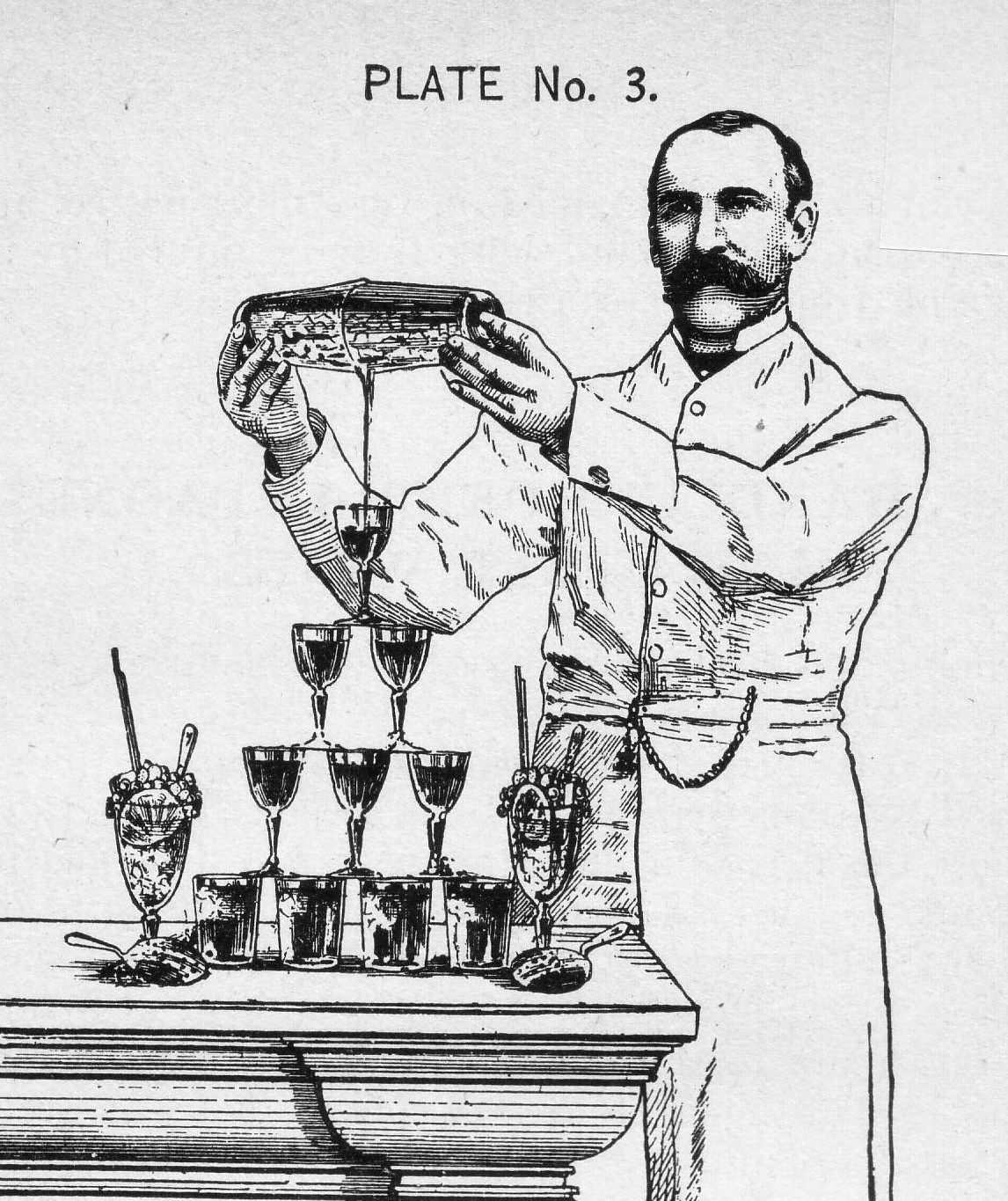
Kunstvolles Abseihen von Cocktails (Illustration aus Harry Johnson’s Bartender’s Manual, 1888)

Ein wichtiger Meilenstein in der Cocktailgeschichte ist ein Buch: 1862 veröffentlichte Jerry Thomas seine legendäre Rezeptsammlung How to Mix Drinks, or the Bon Vivant’s Companion. Zuvor war Thomas schon mehrere Jahre lang als Barkeeper quer durch die Vereinigten Staaten getingelt. In seinem Buch hatte er zahlreiche Mixrezepte gesammelt und kategorisiert. Erstmals war damit eine Art „offizieller Kanon“ der nordamerikanischen Mixgetränke entstanden. Das Buch verbreitete sich in mehreren Auflagen und zahlreichen, teilweise nicht autorisierten Nachdrucken sehr schnell, sogar bis zurück nach Europa. Zu Jerry Thomas’ Zeiten war der Cocktail übrigens immer noch ein Alltagsgetränk, es gab ihn sogar fertig in Flaschen und man konnte ihn auf einen Ausflug oder zu einem Picknick mitnehmen:

„The cocktail is a modern invention and is generally used on fishing and other sporting parties, although some patients insist that it is good in the morning as a tonic.“

„Der Cocktail ist eine moderne Erfindung und wird allgemein zum Fischen und zu anderen sportlichen Veranstaltungen mitgenommen, obwohl einige Patienten darauf bestehen, dass ein morgendlicher Cocktail ein gutes Stärkungsmittel ist.“

Die Phase bis zum Ende des 19. Jahrhunderts wird von vielen Autoren auch als das „Goldene Zeitalter der Cocktails“ bezeichnet. Anders als in Europa war es in Nordamerika damals üblich, Essen und Trinken in der Gastronomie zu trennen – es gab einerseits Restaurants, andererseits Saloons und Bars, die hauptsächlich Alkohol ausschenkten und dazu höchstens kleine Häppchen als kostenlose Beigabe reichten. Nach dem Amerikanischen Bürgerkrieg (1861–1865) schritt die Erschließung des „Wilden Westens“ weiter voran. Immer neue Städte mit ihren Bars und Saloons entstanden, beispielsweise entlang der Eisenbahnlinien, die seit 1869 die westlichen Bundesstaaten wie das 1850 aufgenommene Kalifornien mit denen im Osten verbanden.
Der Cocktail wandelte sich in dieser Zeit zum Oberbegriff für eine Vielzahl von Mixgetränken. Gleichzeitig professionalisierte sich der Berufsstand der Barkeeper und noch heute gültige Techniken bei der Zubereitung etablierten sich. Auch die ersten Cocktail-Shaker kamen auf und wurden sogar patentiert. Viele heute noch bekannte Klassiker wie der Martini bzw. dessen Vorläufer, der Martinez, der Old Fashioned und der Manhattan entstanden in jenen Jahren.
Mit einiger Verzögerung erreichte die Cocktail-Welle auch das kontinentale Europa, wo man die neuen Mixgetränke zunächst als „American Mixed Drinks“ bezeichnete. Die erste Definition eines Cocktails in deutscher Sprache findet sich in einem Kochlexikon aus dem Jahr 1886::73

„Cock-tail. Ein in Amerika sehr beliebtes Getränk, eine Art kalter Grog, welchen man aus Brandy, Bitter-Liqueur, Eis und Zucker zusammensetzt; zuweilen wird anstatt des Bitters auch Pfefferminz Liqueur genommen. Man hat Brandy-Cocktail, Whisky-Cocktail, Gin-Cocktail usw. je nachdem man zu einem Glase dieses Getränks Cognac oder anderen Branntwein nimmt. Das Verfahren ist folgendes: Man thut in ein Glas etwa zwei bis drei Esslöffel klargekochten Zucker-Sirup, drei Esslöffel Bitterliqueur, guten Pomeranzenbitter oder Magenbitter, ein Weinglas Cognac, Gin, oder Whisky, und ein Stück dünn abgeschälte Citronenschale, füllt das Glas zu einem Drittel mit gestoßenem Eis, schüttet das Getränk einige Mal hin und her, seith es durch und gießt es in ein großes Weinglas.“

## Einteilung

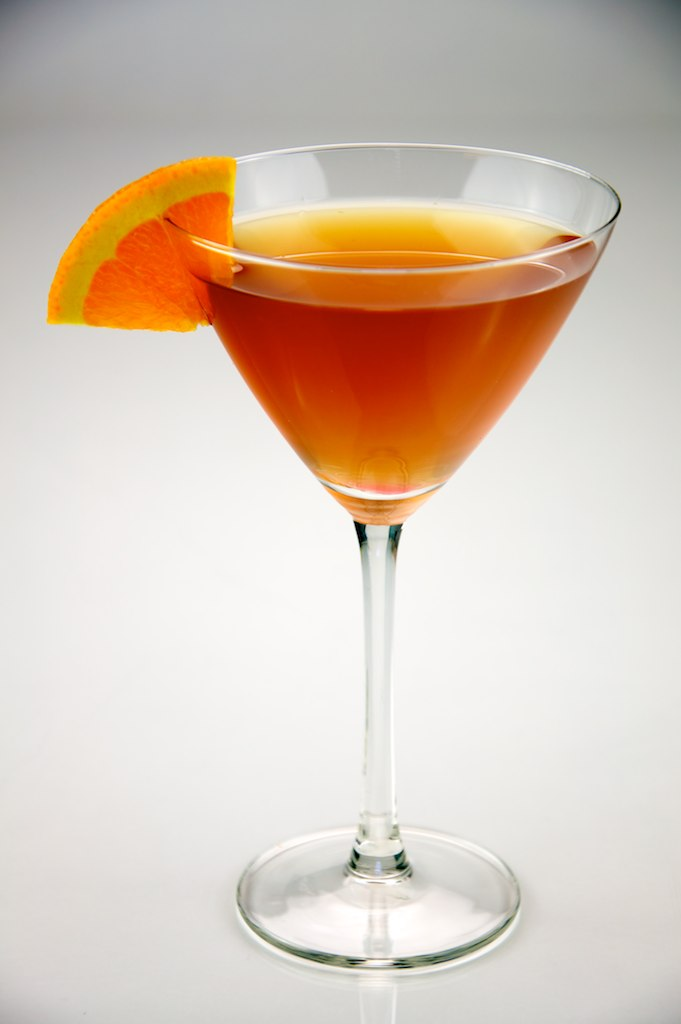
Der Sidecar, ein klassischer Shortdrink

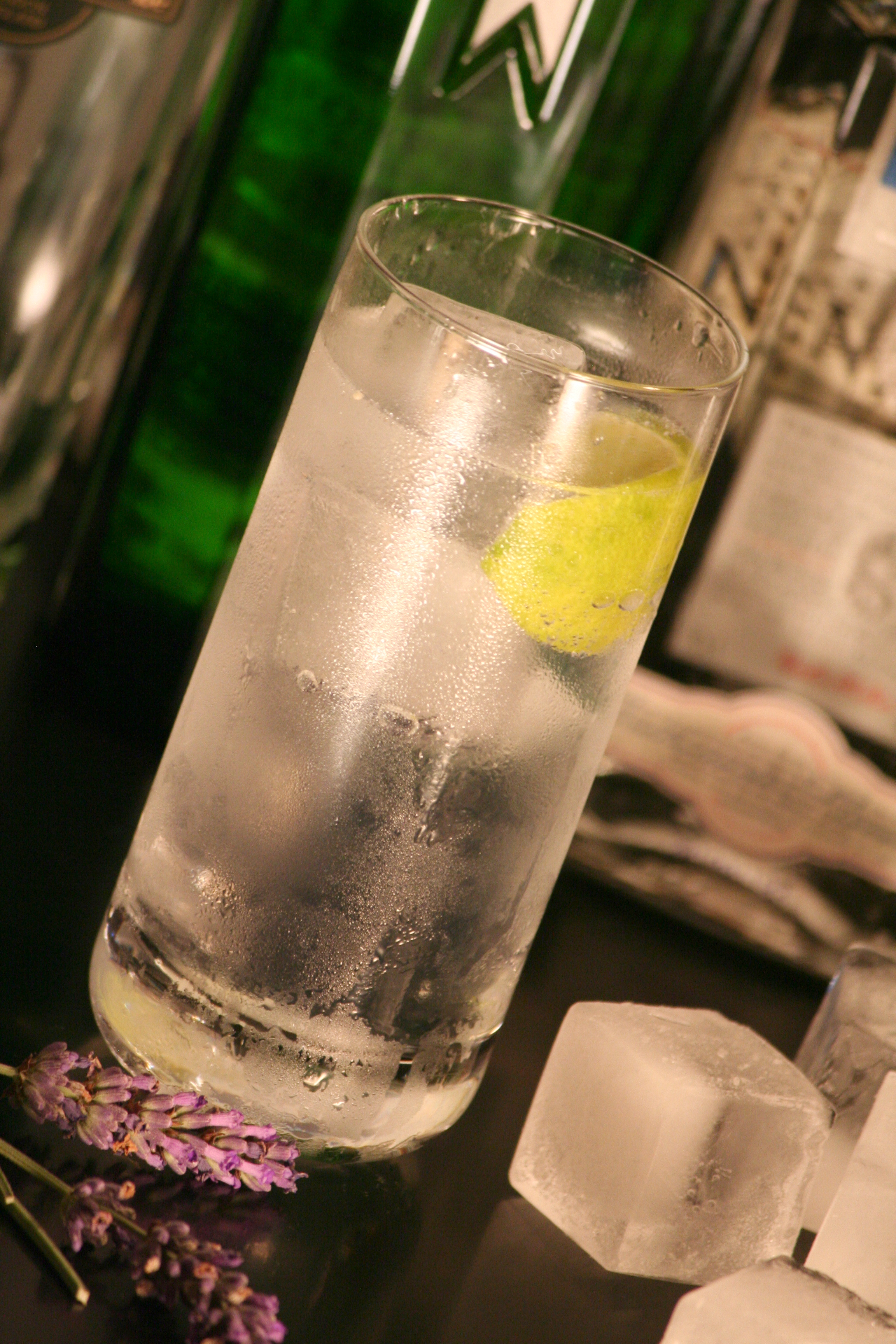
Der Gin Tonic ist ein typischer Longdrink. Der Highball besteht aus Gin und Tonic Water als Filler.

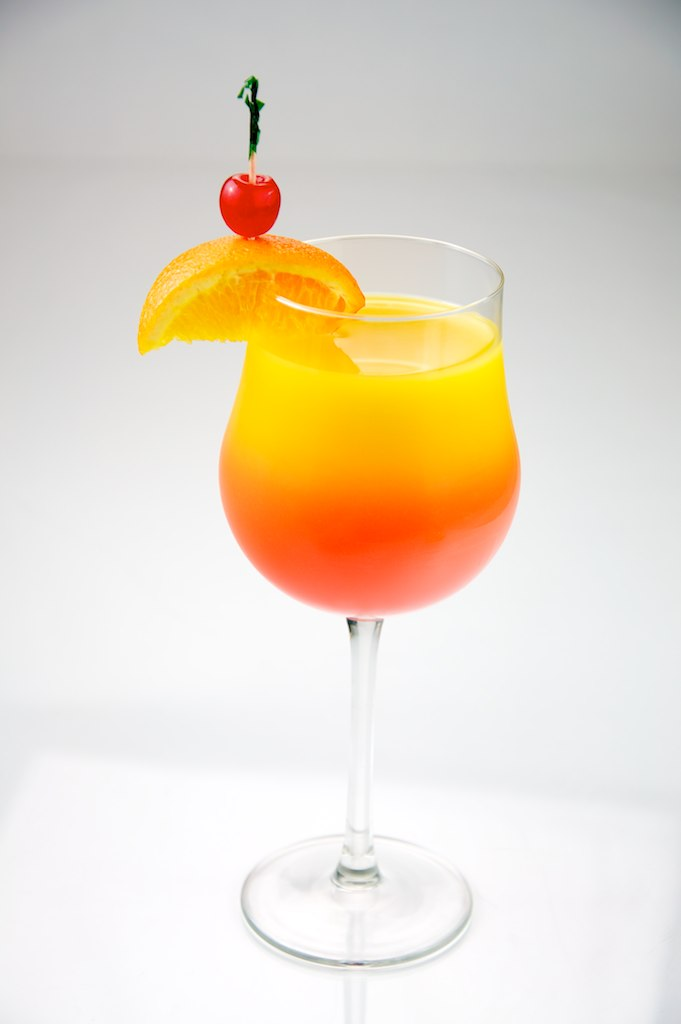
Auch der Tequila Sunrise ist ein Longdrink – hier in einem bauchigen Fancy-Glas serviert

### Nach Zutaten

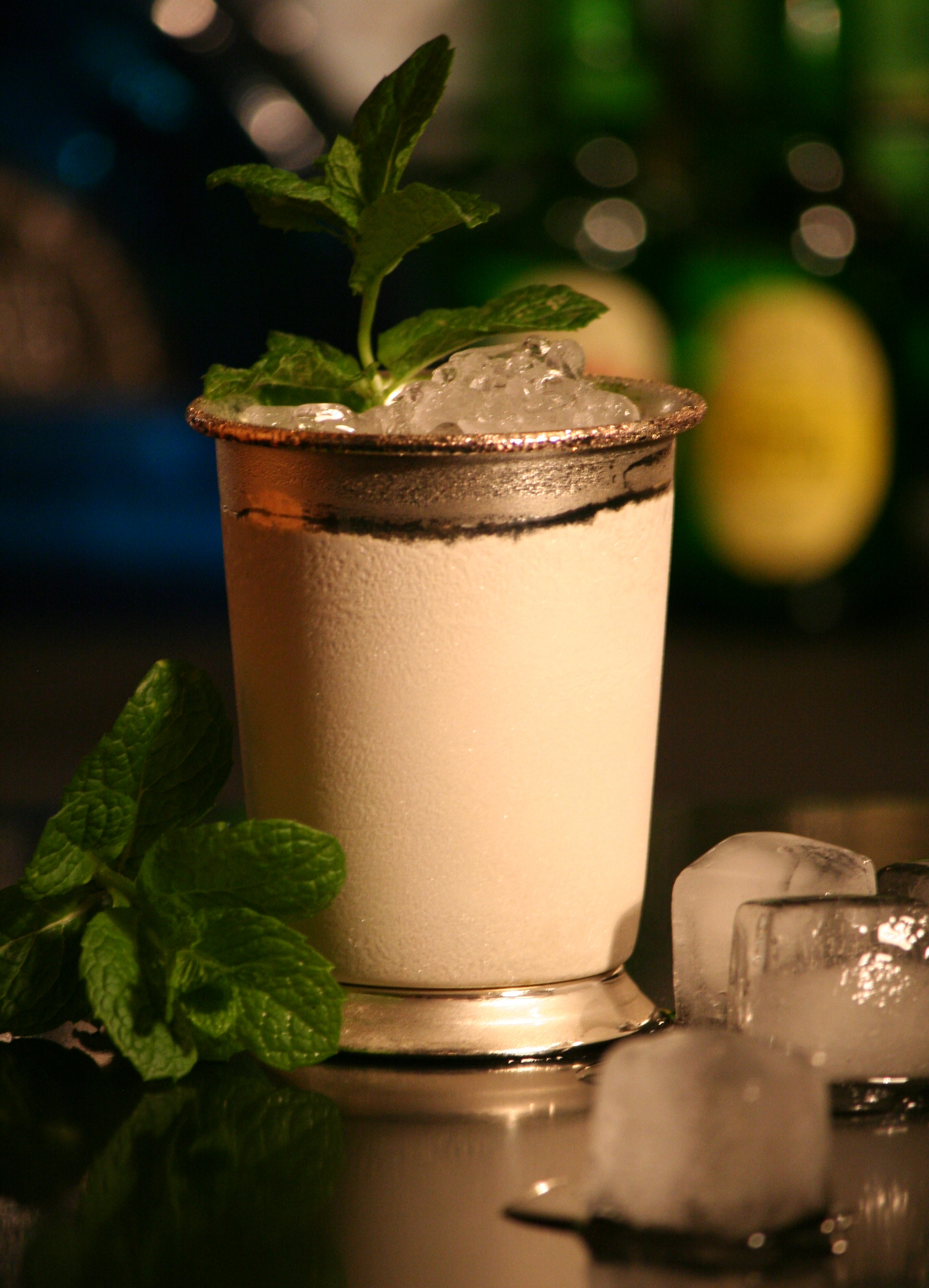
Charakteristische Zutat im Mint Julep ist frische Minze.

### Nach einer typischen Grundstruktur

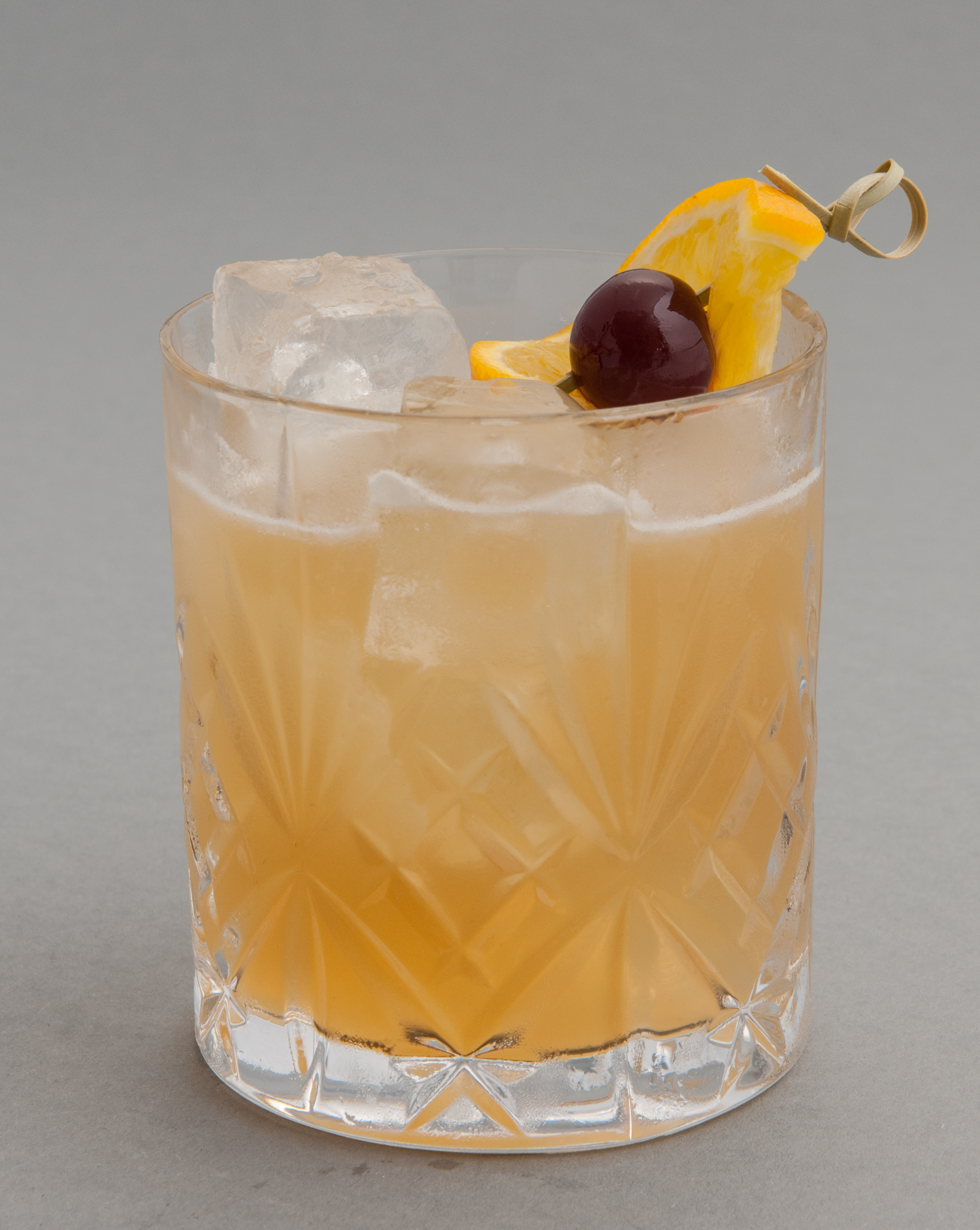
Whiskey Sour im Tumbler, bestehend aus Whiskey, Zitronensaft und Zuckersirup.

### Weitere Einteilungen

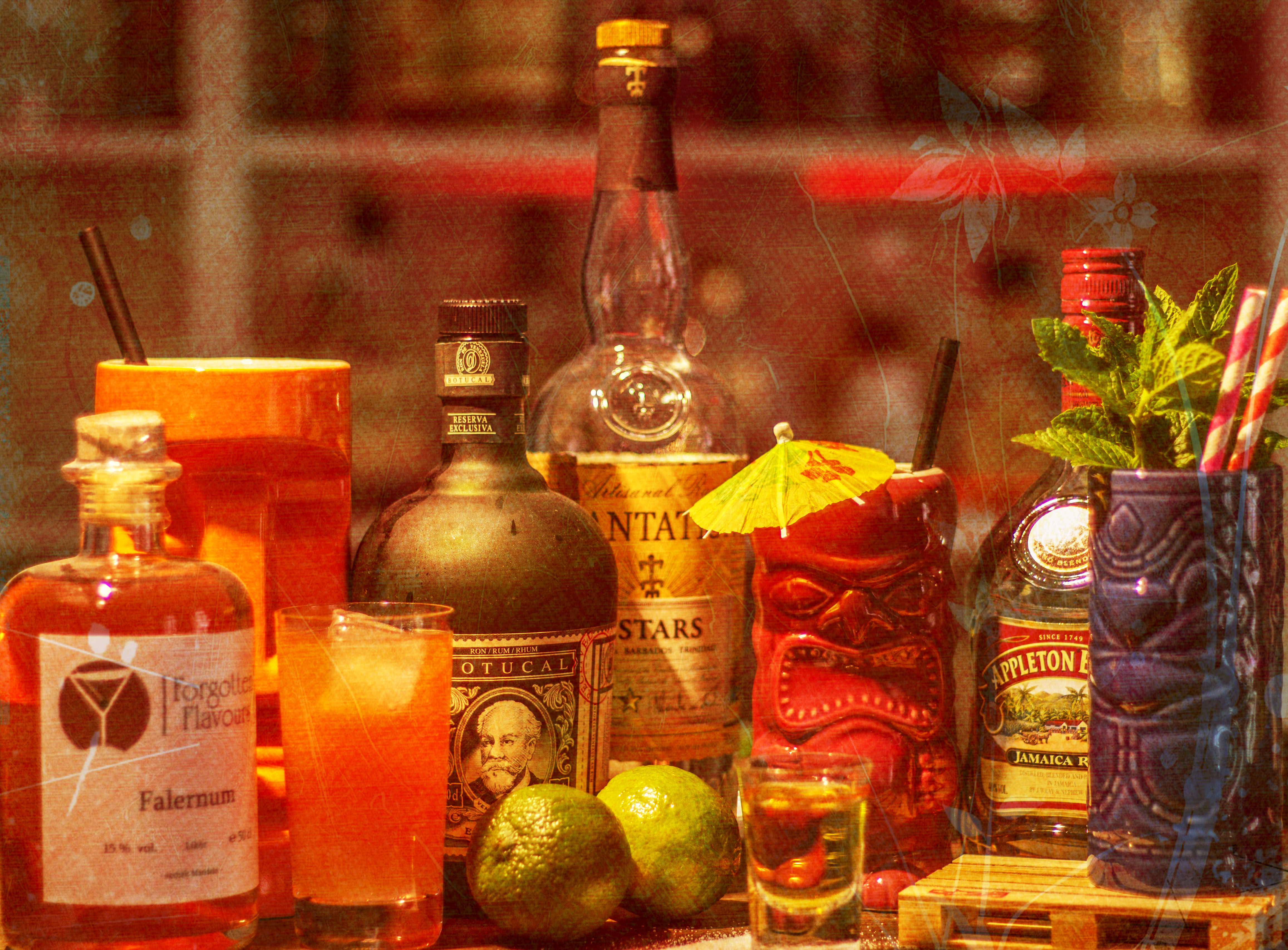
Tiki-Cocktails mit typischen Zutaten. Sie werden oft bunt dekoriert und in besonderen Bechern („Tiki-Mugs“) serviert.

## Bekannte Cocktails

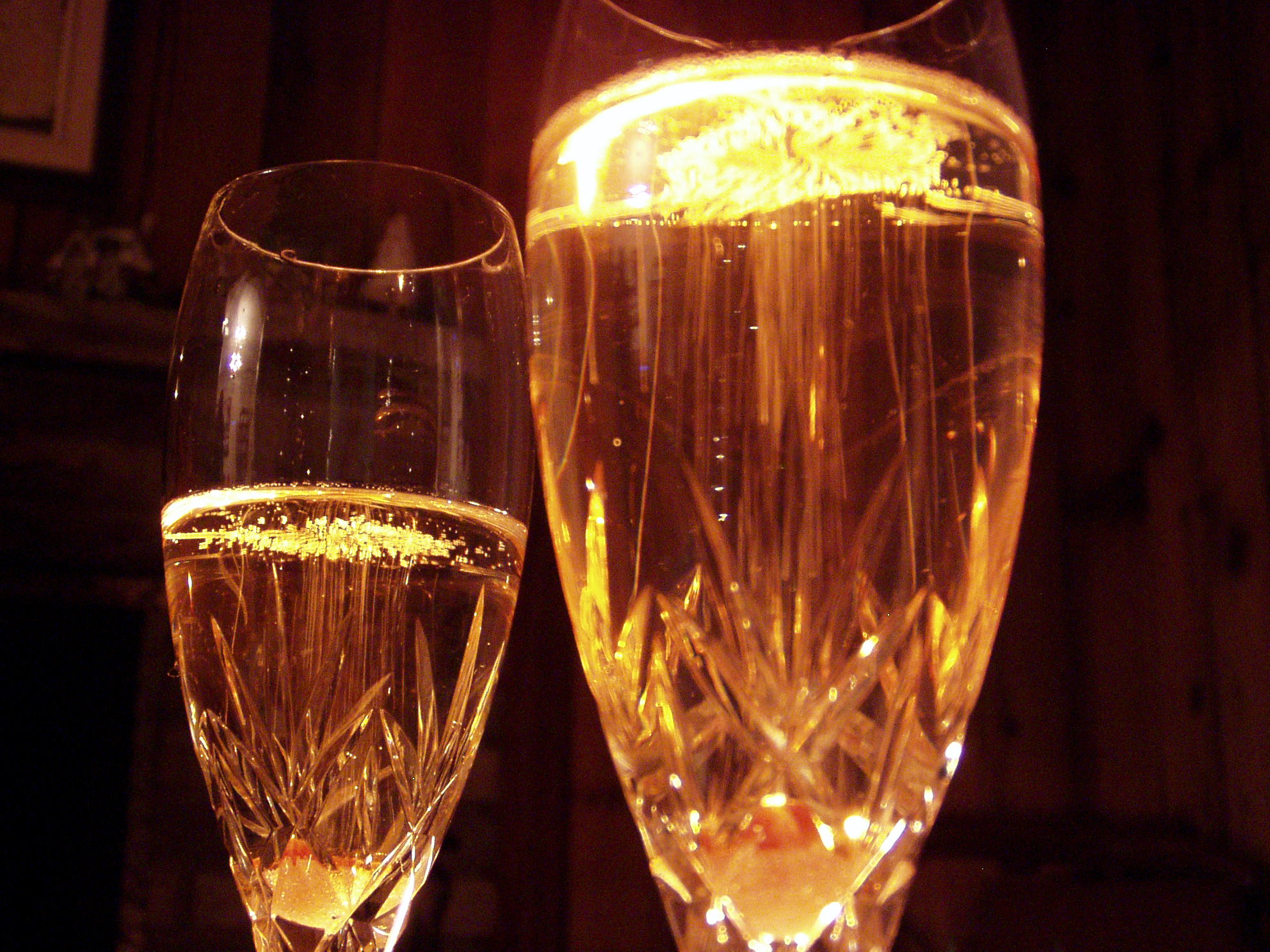
Champagner-Cocktails

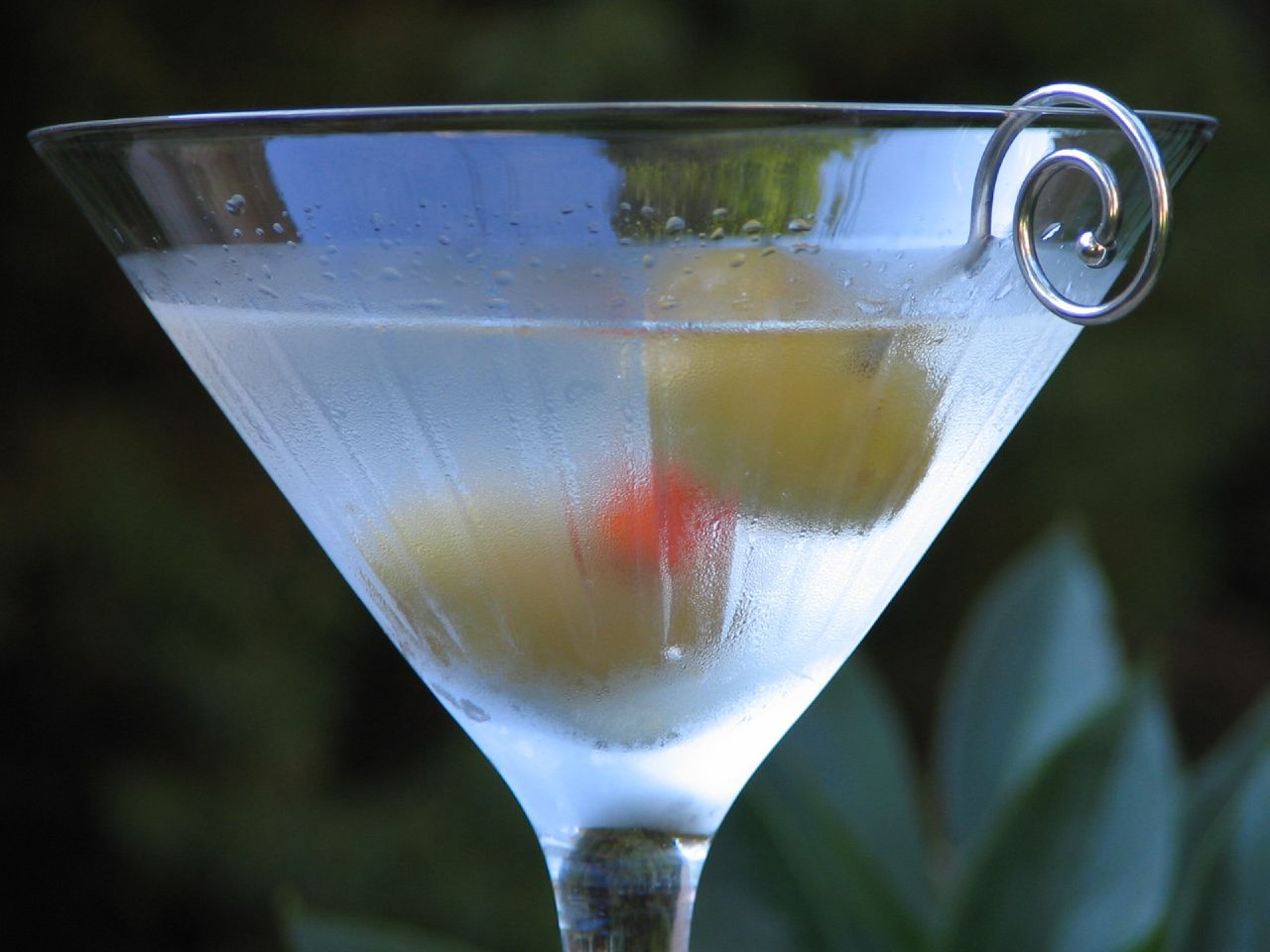
Weltweit ein Symbol für Cocktails: der Martini Dry Cocktail mit Oliven.

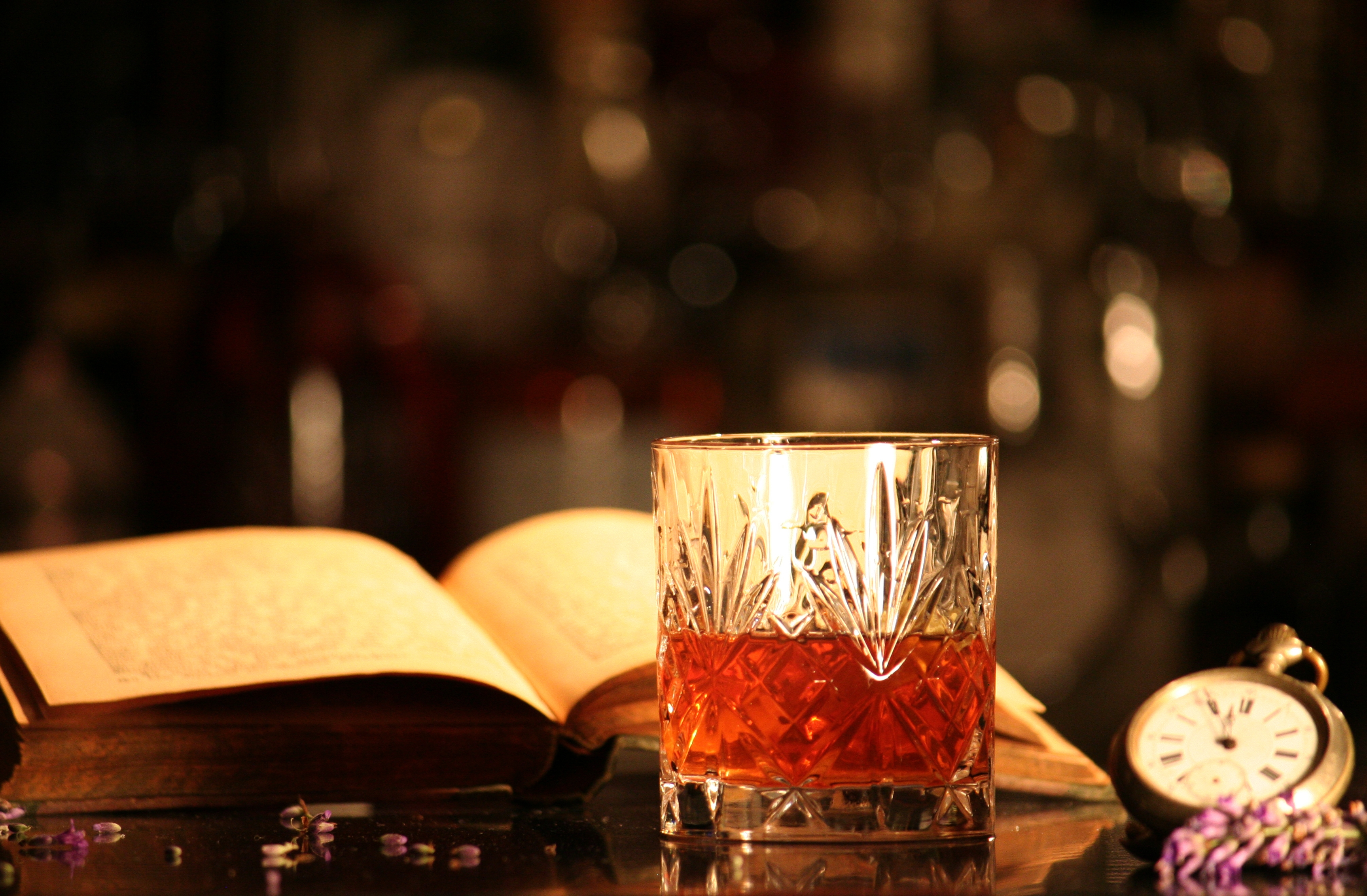
Der Sazerac ist ein klassischer Shortdrink aus dem 19. Jahrhundert.

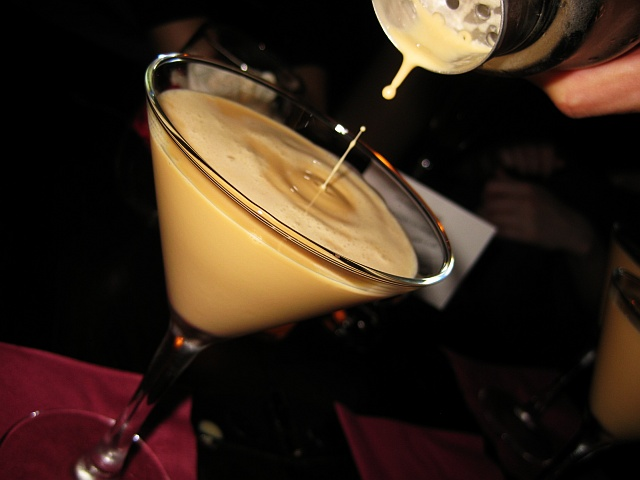
Der Brandy Alexander ist ein typischer After-Dinner-Cocktail der Prohibitionszeit.

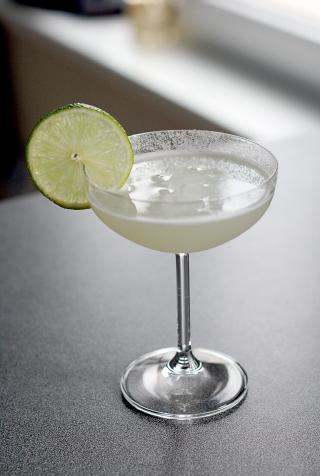
Margarita, ein Tequila-Sour mit Orangenlikör, in einer Cocktailschale mit Salzrand.

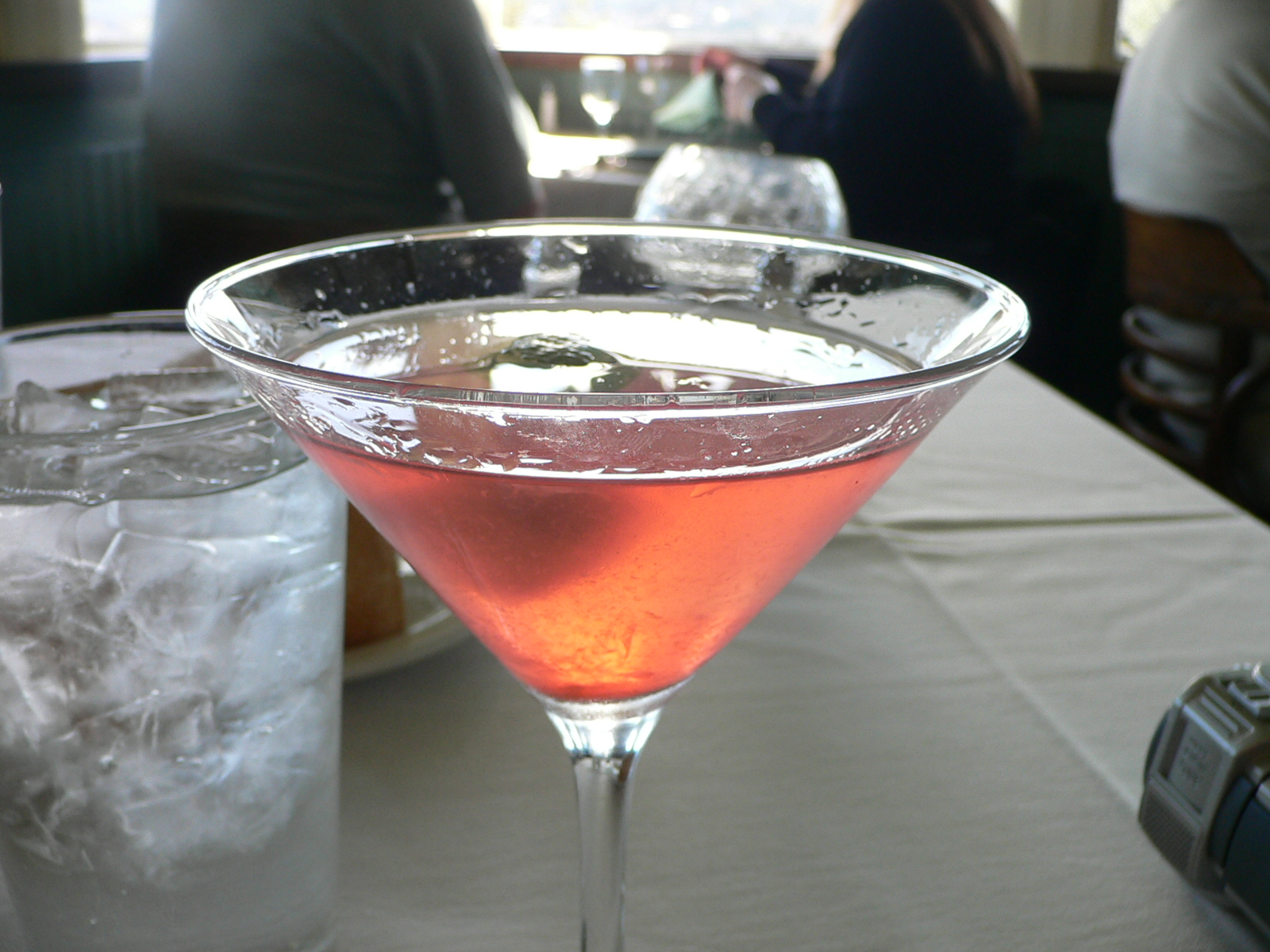
Beim Cosmopolitan bildet Orangenlikör die Zuckerquelle. Wie alle Sours wird er geschüttelt und ist leicht trüb.